# Adventures of Red Ryder
Adventures of Red Ryder é um seriado estadunidense de 1940, produzido pela Republic Pictures em 12 capítulos. Estrelado por Don "Red" Barry e Noah Beery, Sr., foi baseado na tira em quadrinhos de western "Red Ryder". Dirigido por William Witney e John English, foi o 18º dos 66 seriados produzidos pela Republic, um terço dos quais de Western.

## Sinopse
Ao saber que uma ferrovia vai ser construída na região, o banqueiro de Mesquita, Calvin Drake (Harry Worth) e seus cúmplices Ace Hanlon (Noah Beery) e One-Eye Chapin (Bob Kortman) ameaçam os rancheiros na tentativa de ficar com suas terras. Um dos rancheiros, porém, Red Ryder (Donald Barry) e seu pai Tom (William Farnun), ajudados pelo pequeno índio “Little Beaver” (em português “Filhote de Castor”), e por Cherokee (Hal Taliaferro) resiste e enfrenta os bandidos.

## Elenco
- Don "Red" Barry .... Red Ryder. A partir deste seriado, Donald Barry manteve como apelido Don "Red" Barry[3]
- Noah Beery .... Ace Hanlon
- Tommy Cook .... Little Beaver
- Maude Pierce Allen .... Duchess Ryder
- Vivian Coe .... Beth Andrews
- Harry Worth .... Calvin Drake
- Hal Taliaferro .... Cherokee Sims
- William Farnum .... Coronel Tom Ryder
- Bob Kortman .... One-Eye Chapin
- Carleton Young .... Dade
- Charles Hutchison ... Brown (cap. 6. Creditado como Charles Hutchinson)
- Edward Hearn ... Coronel Lang [Cap. 1] (não-creditado)

## Produção
Adventures of Red Ryder foi baseado na tira em quadrinhos Red Ryder, criada por Stephen Slesinger e Fred Harman. em 1934 (no Brasil, “Bronco Píler” ou  “Nevada”, nomes que compartilhou com uma criação anterior de Harman, o cowboy moderno Bronc Peeler). A trama segue o padrão dos Western B, em que surge um bandido tentando expulsar os legítimos donos de suas terras valiosas. Neste caso, o valor das terras vem da construção de uma ferrovia.
O seriado foi orçado em $144,852, mas seu custo final foi $145,961. O ano de 1940 foi o primeiro em que a despesa global da Republic sobre a produção em série foi menor que no ano anterior. O seriado foi filmado entre 27 de março e 25 de abril de 1940, e recebeu o número 997. Os efeitos especiais foram criados por Lydecker brothers, a equipe de efeitos da Republic.

### Dublês
- David Sharpe .... Red Ryder (dublando Don "Red" Barry)
- Duke Green
- Ted Mapes
- Post Park
- Ken Terrell
- Bill Yrigoyen
- Joe Yrigoyen

## Lançamento

### Cinemas
A data de lançamento oficial de Adventures of Red Ryder foi 28 de junho de 1940, apesar de, atualmente, considerar-se essa a data da disponibilidade do sexto capítulo.

## Capítulos
1. Murder on the Santa Fe Trail (27min 48s)
2. Horsemen of Death (16min 42s)
3. Trail's End (16min 41s)
4. Water Rustlers (16min 39s)
5. Avalanche (16min 44s)
6. Hangman's Noose (16min 44s)
7. Framed (16min 42s)
8. Blazing Walls (16min 42s)
9. Records of Doom (16min 42s)
10. One Second to Live (16min 43s)
11. The Devil's Marksman (16min 41s)
12. Frontier Justice (16min 44s)

Fonte:
Este seriado foi um dos dois de 12 capítulos produzidos pela Republic em 1940. O outro foi King of the Royal Mounted, também baseado nas tiras em quadrinhos. A característica da Republic era a produção de dois seriados de 12 e dois de 15 capítulos, anualmente.